# Resolução 37 do Conselho de Segurança das Nações Unidas
Resolução 37 do Conselho de Segurança das Nações Unidas, aprovada em 9 de dezembro de 1947, adaptou a seção das regras de procedimentos para o Conselho que regem o pedido de adesão de novas nações.
Foi aprovada sem votação.